# Kaliputih (Kutowinangun)
Kaliputih is een bestuurslaag in het regentschap Kebumen van de provincie Midden-Java, Indonesië. Kaliputih telt 1357 inwoners (volkstelling 2010).